# 柳永哲
柳永哲（：／，1970年4月18日—），韓國连环杀人犯，连续杀害至少20人。

## 生平
柳永哲出生于汉城一个贫困家庭，14岁时父亲因癫痫发作身亡，他也自称患有癫痫并曾入院就诊。他从上高中时起开始偷窃并11次入狱。1991年他与一位按摩女结婚，婚后生下了一个儿子。2002年他于监狱服刑时妻子提出离婚，尔后开始策划杀人。

## 杀人事件
柳永哲从2003年9月到2004年7月先后杀害20人，受害者包括妇女、富人以及弱智者，手段周密。他杀害的女性多为按摩女。他将她们骗到住所，用锤子等将其打死，然后在浴室分尸。他在汉城惠化洞杀害一名老人时，为了造成入室抢劫的假象，用镐头敲坏了老人家中的金库门，却弄伤手部。由于害怕血液会被检测出来，他放火烧了犯罪现场。柳永哲在被捕后态度嚣张，扬言本想杀害100多人，"超越"韓國連環殺人犯鄭鬥英。他自称是因为妻子将他抛弃，自己又对贫富差距不满，想要向富人报复才行凶。2004年12月13日，柳永哲被判處死刑。2005年6月9日，最高法院駁回了柳永哲的上訴，裁定死刑定讞。他現羈押在首爾看守所等待執行死刑。

## 相關作品
2008年根据柳永哲事件改编的电影《追击者》上映，后获得大钟奖最佳影片、导演、男主角（金允锡）、摄影和企划。
2016年，也根據該案件與新亭洞連環殺人案改編，成爲《信號》第9-10集劇情。飾演尹相美的金允熙是原案的罪犯側寫師，也是該劇的咨詢顧問和單元的輔助作者。
2021年，Netflix推出以此案為主題的紀錄片，《韓國雨衣殺手：全面追緝柳永哲》，紀錄片中公開大量證物、影像資料，以及採訪受害者家屬、警察、調查人員、檢察官、律師、罪犯側寫師等，藉此重構柳永哲的犯案歷程。
2022年，改編權日勇和高納穆創作的犯罪小說《追逐怪物的人》，金南佶飾演犯罪行動分析官之電視劇－解讀惡之心的人們，「錘子殺人案」真兇具英俊（春）原型即為柳永哲。